# سونامی استورگا
سونامی استورگا (انگلیسی: Storegga Slide), سونامی ای بوده‌است که در نتیجه زمین لرزه زیرآبی استورگا، رخ داد و بیش از ۶۰۰ کیلومتر از خط ساحلی شمالی و شرقی اسکاتلند کنونی را درنوردید.

## شرح واقعه
زمین لرزه‌ای بسیار شدید و سونامی عظیمی که به عنوان بزرگترین فاجعه طبیعی بریتانیا در دوران ماقبل تاریخ شناخته می‌شود، احتمالاً یک چهارم جمعیت آن زمان را زیر آب برده‌است. برآورد می‌شود که در بعضی مناطق در ساحل شرقی اسکاتلند، ارتفاع امواج سونامی به ۲۰ متر رسیده و در شتلند، بین ۳۰ تا ۴۰ متر ارتفاع داشته‌اند. این فاجعه طبیعی که حدود ۶۲۰۰ سال قبل از میلاد مسیح رخ داده‌است.
خلیج‌ها و دره‌های رودخانه‌ها بر اثر این فاجعه کاملاً زیرآب رفتند و تحقیقات حاکی است که دوسوم آن تمدنی که در اثر این سونامی زیر آب رفته‌است، اخیراً در ناحیه ای که تازه کشف‌شده و زیر آب قرار دارد، در آن دوران بیشتر مردم به منابع دریایی وابسته بودند، به همین دلیل مایل بودند در اردوگاه‌های موقتی یا دهکده‌های نیمه جاافتاده در نزدیکی دریا زندگی کنند و این ناحیه زمانی دو برابر منطقه آتلانتیس در دریای شمال بریتانیا جمعیت داشته‌است. در بریتانیا، بسیاری از خلیج‌های سواحل شرقی و دره‌های رودخانه‌ها زیر آب رفتند. اردوگاه‌ها و دهکده‌های موقت نیز در این نواحی نابود شدند. و تحقیقات جدید نشان می‌دهند که بخش عظیمی از جمعیت ساحلی بریتانیا در دوره میان‌سنگی به‌طور کامل از بین رفتند.
تحقیقات چند وجهی نشان می‌دهد که سونامی فقط یک موج تنها نبوده، بلکه چنان‌که با بررسی بستر جنوبی دریای شمال دریافت شده، از سه طغیان پشت سر هم، احتمالاً با فاصله فقط چند ساعت از یکدیگر، تشکیل شده‌است.
سونامی توانسته تا دور دست‌ها وارد سرزمین‌های بریتانیا شود و طبق شواهد زمین‌شناسی، حتی تا ۲۰ مایل در موازات رود فورت در مرکز اسکاتلند هم رسیده و آنرا در نوردیده و به خشکی نفوذ کرده و امواجی به ارتفاع ۳۰ تا ۴۰ متر، یک‌چهارم بریتانیا را به‌طور کل زیر آب برده بود.
شواهدی قطعی از مناطق غربی سواحل دانمارک در همین دوره، از افزایش خشونتها و جنگ و کشتار پس از وقوع و پایان این سونامی خبر می‌دهند.